# Ludwig Hellriegel
Ludwig Hellriegel (* 3. April 1932 in Bensheim; † 13. Oktober 2011 in Malching) war ein deutscher katholischer Priester und Kirchenhistoriker.

## Leben
Nach dem Besuch der Volksschule und des Gymnasiums in Bensheim Ausbildung und Arbeit als Schreiner und Orgelbauer, Studium der Philosophie und Theologie an der University of Notre Dame, Indiana, am Seminar der Benediktinerabtei Conception, Missouri und an der Johannes Gutenberg-Universität Mainz. 1977 Promotion zum Dr. theol. (Dissertation: Benediktiner als Seelsorger im linksrheinischen Gebiet des ehemaligen Erzbistums Mainz vom Ende des 17. Jh. bis zum Anfang des 19. Jh.). Nach der Priesterweihe 1962 Tätigkeit als Aushilfe in Mainz, Gustavsburg und Darmstadt, als Kaplan in Mainz-Bretzenheim und Butzbach, als Pfarrer in Schwabenheim an der Selz (1969–1978), Mpika/Sambia (1978/79) und Gau-Algesheim (1979–1997). Im Ruhestand widmete sich Pfarrer Ludwig Hellriegel seinen wissenschaftlichen Projekten und wirkte als Seelsorger in verschiedenen Gemeinden der Bistümer Mainz, Trier und München-Freising.
Ludwig Hellriegel wurde in einem zentral gelegenen Grab auf dem Friedhof in Gau-Algesheim beerdigt.

## Leistungen
- Verfasser zahlreicher Schriften zur Lokal- und Regionalgeschichte, zur regionalen Geschichte der Juden sowie zur Katholischen Kirche im Nationalsozialismus
- Mitarbeit als Beauftragter des Bistums Mainz am Deutschen Martyrologium des 20. Jahrhunderts ab 1995
- Initiator und Gründer der Carl-Brilmayer-Gesellschaft zur Erforschung und Pflege der Geschichte des Gau-Algesheimer Raumes (1981)

## Ehrungen
- Geistlicher Rat
- Ehrenpräses der Kath. Kirchenmusik Gau-Algesheim (1997)
- Heimatliteraturpreis der Vereinigung der Heimatfreunde am Mittelrhein (2000)
- Ehrenmitglied der Carl-Brilmayer-Gesellschaft (2002)

## Schriften
in Auswahl
- Ludwig Hellriegel unter Mitarbeit von Peter Fleck und Christof Duch (Hrsg.): Widerstand und Verfolgung in den Pfarreien des Bistums Mainz 1933–1945, (Abteilung Öffentlichkeitsarbeit des Bischöflichen Ordinariates Mainz) in Zusammenarbeit mit der Carl-Brilmayer-Gesellschaft Gau-Algesheim, 5 Bände, Mainz 1989 ff.
- Ludwig Hellriegel: Judaica. Die Geschichte der Gau-Algesheimer Juden, Veröffentlichung der Carl-Brilmayer-Gesellschaft Gau-Algesheim, 3. erweiterte Auflage 2008
- Helmut Moll (Hrsg.): Zeugen für Christus. Das deutsche Martyrologium des 20. Jahrhunderts, 2 Bände; Paderborn: Schöningh, 5. ergänzte und aktualisierte Auflage 2010